# Xécora
El reino de Xécora (del cora Xécora, 'reino cora') o Huacica fue un estado precolombino ubicado cerca de la frontera norte de Mesoamérica en el actual estado de Nayarit, habitado principalmente por coras. A la llegada de los conquistadores españoles estaba gobernado por Nayári, personaje célebre que le dio el nombre al estado homónimo. Su territorio se extendía por toda la región montañosa conocida como "Sierra de El Nayar", colindando al norte y noreste con varios cacicazgos tepehuanes y con el señorío de Chiametla, el reino de Aztatlán, al oeste, al sur con el reino de Xalisco, que dominaba toda la zona costera y el llano y al este con el llamado Señorío de Colotlan. Según la cultura popular fue fundado en 1493 por Nayári, quien unificó las tres tribus coras que eran los muutzisti (nayaritas), los teacuacitzti (también llamados tecualme) y los ateacari (chora). Su capital se encontraba en el actual pueblo llamado Sierra del Nayar, antiguamente llamado Sacaymuta.
Alrededor de 1540 la influencia del virreinato de Nueva España empezó a sentirse por la región y la guerra se esparció por todas las fronteras, al principio fue al sur, posteriormente en las regiones donde ahora esta Sinaloa y lentamente esa dominación se fue extendiendo hacia el norte, el reino de Xécora se encontraba situado en las altas serranías de Nayarit, sur de Durango y extremo oeste de Zacatecas, el tiempo pasó y ningún misionero pudo evangelizar la región completamente aunque sí lo intentaron al grado de que sus líderes fueron bautizados como Nayari que se le bautizo como Francisco Nayari, tampoco se tiene noticia de algún capitán que haya podido derrotar las tropas del citado señorío mesoamericano, durante 200 años el reino Xécora siguió existiendo en la serranía de la zona y es que al morir Nayári, le sucedieron Huaynoli, Yocuari y Urysty sucesivamente, a este último le sucedió Tonati quien atacó diversos pueblos en la frontera con  la Nueva España como Acaponeta, Aztatlan y Sentispac, poniendo como capitán de sus tropas a Tlahuitole, fue vencido en el año de 1722, sitiado en un territorio reducido, ya sin recursos, murió junto con sus últimos guerreros en diciembre del citado año, en la llamada batalla de la Mesa del Nayar, mientras Tonati fue preso y encarcelado por las autoridades novohispanas.

## Gobierno
Los nayaritas tuvieron un sistema monárquico Teocrático, esta documentado que a su gobernante lo denominaban "Representante del sol en la tierra" y era de naturaleza hereditario pues sus hijos le iban sucediendo en el trono, al morir sus gobernantes, estos eran momificados y dispuestos sobre un icpalli de madera dentro de una cueva en Tzacaymuta, luego estas osamentas eran veneradas como a dioses, especialmente la osamenta de Nayári, el fundador de la dinastía, pues decían que les aseguraban la lluvia y la cosecha.
En 1722, al ser derrotado el último líder cora, los españoles llevaron la osamenta de Nayari a la México, donde lo sentenciaron (destruyeron la osamenta posteriormente).

### Organización territorial
Los coras se dividían en tres tribus (unidas bajo el mando del mismo Huitáca), estas tribus eran:
- Ateacari. Vivían sobre el río de Jesús María. Hablaban un dialecto del cora llamado até.
- Muutzizti. Hablaban un dialecto llamado muutsicat.
- Teacuacitzisti. Ocupaban los márgenes del Río San Pedro. Hablaban el tecuacitztica.

### Relaciones con otras etnias
Los coras del reino de Xécora eran enemigos del Señorío de Chiametla (Denominado Mucchita por los coras, y que en su propia lengua totorame se llamaba Caulián) y del Reino de Xalisco con quienes tenían continuas guerras desde inicios de 1500. Eran aliados de los wixarika (huicholes), llamados vitsilique o huitzolme en las fuentes históricas, con quienes encabezaron llegaron a encabezar rebeliones. Los huitzolme no tenían reino propio, sus comunidades estaban en territorio xécora y otras del llamado Señorío de Colotlan.